# Psitteuteles
Psitteuteles Bonaparte, 1854 è un genere di uccelli della famiglia Psittaculidae.

## Tassonomia
Comprende le seguenti specie:
- Psitteuteles versicolor (Lear, 1831) - lorichetto variopinto
- Psitteuteles iris (Temminck, 1835) - lorichetto iris
- Psitteuteles goldiei (Sharpe, 1882) - lorichetto di Goldie